# Cá hồng vĩ mỏ vịt
Cá hồng vĩ mỏ vịt, tên khoa học Phractocephalus hemioliopterus, là một loài cá da trơn trong họ Pimelodidae. Ở Venezuela nó được biết tới như cajaro và ở Brazil là pirarara. Nó là loài duy nhất còn tồn tại của chi Phractocephalus. Loài cá này có nguồn gốc Nam Mỹ ở lưu vực sông Amazon, Orinoco, và Essequibo. Chúng dài đến 1,8 m (5 ft 11 in) và nặng 80 kg (180 lb), đây là một loài cá cảnh thông thường.

## Đặc điểm
Cá hồng vĩ mỏ vịt rất háu ăn.Chúng thường ăn xác chết ở tầng đáy.Chúng dài đến 1,8 m (5 ft 11 in) và nặng 80 kg (180 lb), đây là một loài cá cảnh thông thường.

## Quan hệ với con người
Vì kích thước lớn, cá hồng vĩ mỏ vịt được xem là cá thể thao, kỷ lục thế giới hiện tại về trọng lượng thuộc về Brazilian Gilberto Fernandes với cân nặng 56 kg (123 lb 7 oz).
Người ta nói rằng người bản địa không ăn thịt của cá hồng vĩ mỏ vịt vì có có màu đen. Loài cá này được lai với những loài cá khác như Pseudoplatystoma.

## Trong bể cá cảnh
Cá hồng vĩ mỏ vịt là một cá rất phổ biến trong các cuộc triển lãm theo chủ đề Amazon, nơi chúng thường nuôi với các loài cá lớn khác như Colossoma macropomum, Arapaima gigas, và cá da trơn lớn khác.
Cá nhỏ thường được bán trong bể cá mặc cho kích thước lớn khi trưởng thành của chúng. Trong một bể cá, nơi nó có thể được cho ăn, loài cá này có thể phát triển khá nhanh. Loài cá này thích hợp cho việc cho ăn hàng tuần, cho ăn quá nhiều là một nguyên nhân gây tử vong phổ biến ở loài này.